# Grayite
La grayite è un minerale.

## Etimologia
Il nome è in onore dell'ingegnere minerario britannico Anton Gray.